# 今西祐一郎
今西 祐一郎（いまにし ゆういちろう、1946年8月6日 - ）は、日本の国文学者。国文学研究資料館名誉教授・元館長。九州大学名誉教授。文学博士。日本学術会議会員。児童文学作家の今西祐行は叔父。

## 経歴
福岡県北九州市生まれ。1969年京都大学文学部国文科卒、1972年同大学院修士課程修了、1974年静岡県立静岡女子大学講師、のち助教授、1978年京都府立大学助教授、1985年九州大学助教授、教授、文学部学部長を経て、九州大学副学長・理事。2009年3月、九州大学退職。同4月、総合研究大学院大学文化科学研究科日本文学研究専攻教授、国文学研究資料館館長に就任。2017年3月末をもって、退職。

## 研究
『蜻蛉日記』が専門で、同書は藤原兼家の協力を得て書かれた、兼家家集の宣伝のためのものだという説を唱えている。

## 著書
- 『源氏物語覚書』 岩波書店 1998年7月 ISBN 978-4-0000-0655-2
- 『蜻蛉日記覚書』 岩波書店 2007年3月 ISBN 978-4-0002-2476-5
- 『死を想え 「九相詩」と「一休骸骨」』 平凡社 2016年ISBN 978-4582364415